# سیارک ۱۱۰۵۹
سیارک ۱۱۰۵۹ (به انگلیسی: 11059 Nulliusinverba، نامگذاری:1991RS) یازده هزار و پنجاه و نهمین سیارک کشف شده‌است که در ۴ سپتامبر ۱۹۹۱ کشف شد.